# Jakub (al-Churi)
Jakub, imię świeckie Jacques Elias El Khoury – biskup prawosławnego Patriarchatu Antiocheńskiego, od 2018 metropolita Buenos Aires i całej Argentyny.

## Życiorys
Chirotonię biskupią otrzymał 9 grudnia 2018.